# 園芸用語
園芸用語（えんげいようご）は、産業または趣味の園芸の世界で用いられる、術語である。
日本において、園芸は趣味、あるいは文化として、千年を超える歴史を持っている。そのため、園芸に初めて接した人には読み方がわかりにくい言葉も多い。
ここには、園芸でよく使われる用語を漢語編と外来語編に分けて記載する。

## 漢語編
読み方が難しい語句もあるので、漢字の画数順に記述する。

### 1画
- 一才物（いっさいもの）: 種まき、あるいは挿し木・接ぎ木をしてから1年以内に開花・結実する植物。

### 2画
- 丁字咲き（ちょうじざき）: キク科植物では管状花が、そのほかの植物では雄蘂が一部半花弁化した咲き方。アネモネ咲きとも言う。菊・ダリア・ツバキ・サザンカなどに見られる。
- 八重咲き（やえざき）: 花弁（キク科の植物では舌状花）が二重かそれ以上に重なっているもの。

### 4画
- 互生（ごせい）: 茎の一つの節に一枚の葉が付くこと・
- 中生（なかて、ちゅうせい）: 早晩性の一。開花・結実期が標準的なもの。

### 5画
- 四季咲き（しきざき）: 日長に関わりなく、生育に適した温度であれば、いつも開花している性質。
- 石化
  - （せきか）: 幹または茎の膚が堅くかつでこぼこにあれたようになり、古木のような風情を出すこと。
  - （いしか）: 玉形または柱形サボテンの成長点が異常を来し、こぶ状、団塊状に不定形の玉がいくつもできる現象。
- 早生（わせ、そうせい）: 早晩性の一。標準的なタイプに比べ、開花・結実が早いもの。

### 6画
- 好光性（こうこうせい）: 種子の発芽に、ある程度の光が要るような物。微細種子に多い。

### 7画
- 花序（かじょ）: 複数の花が茎に付くときの状態。
- 対生（たいせい）: 茎の一つの節に、葉が相対して2枚付くこと。

### 8画
- 実生（みしょう）: 芽生え。タネが発芽した物。また、タネをまいて植物を繁殖させること。

### 9画
- 追肥（おいごえ）: 植物の生長を実ながら時々肥料を与えること。
- 晩生（おくて、ばんせい）: 早晩性の一。標準的なものに比べ、開花・結実期が遅いもの。
- 草丈（くさたけ）: 草本の背の高さ。
- 施肥（せひ）: 肥料を与えること。

### 11画
- 剪定（せんてい）: 樹形を整え、また、花付き・実付きをよくするために、庭木や盆栽の枝を切ること。整枝（せいし）ともいう。

### 12画
- 斑（ふ）: 葉に、淡色または別の色の、不規則なさまざまな模様が入ること。「斑入り葉」などと言う。
- 葉腋（ようえき）: 葉が茎に付着する部分の股になっているところ。ここから芽が出たり花が咲いたりする。

### 13画
- 矮性（わいせい）: 通常のタイプより、草丈が小さいこと。

### 14画
- 蒴果（さっか・さくか）: 果実が心皮により2室以上に分かれ、成熟すると果皮が乾燥してタネをはじき飛ばすもの。
- 綴化（せっか）: 成長点が「点」ではなく「線」になり、てっぺん（峰）の部分が尾根状にいくつも続くこと。玉形のサボテンや多肉植物に見られる。

### 15画
- 蔓性（つるせい）: 茎が直立せずに、他のものに巻き付いたり、巻きひげや吸盤で他のものに着生して生育するもの。
- 輪生（りんせい）: 茎の一つの節に3枚以上の葉が付くこと。

### 21画
- 灌水（かんすい）: 水やり。「水やり3年」という格言があるほど、植物の水やりは難しい。

### 24画
- 鱗茎（りんけい）: 地下茎（球根）の一種で、短い茎の周りに養分を蓄えた葉がぎっしり重なって球形や卵形などの塊になった物。花芽を蓄えているものもある。ユリやチューリップ、水仙などに見られる。